# Chas Chandler
Chas Chandler, właśc. Bryan James Chandler (ur. 18 grudnia 1938 w Newcastle upon Tyne, zm. 17 lipca 1996) – angielski muzyk, menedżer i producent muzyczny. Po odejściu z The Animals, gdzie występował w latach 1963–1966, został menedżerem i producentem muzycznym. To on wraz z Lindą Keith (wówczas dziewczyną Keith Richardsa) „odkrył” Jimiego Hendrixa w jednym z nowojorskich klubów, ściągnął go do Anglii i początkowo kierował karierą muzyka. Jednak w 1968 roku wycofał się definitywnie sprzedając udziały w The Jimi Hendrix Experience drugiemu z udziałowców - Michaelowi Jeffreyemu.